# 카시오페이아자리 A
카시오페이아자리 A(Cassiopeia A; Cas A)는 카시오페이아자리에 있는 초신성 잔해(SNR)다. 주파수 1 기가헤르츠 이상 대역에서 전천에서 가장 밝은 전파원이다. 우리 은하 안에 있으며 지구에서 약 11,000 광년(3.4 킬로파섹) 떨어져 있다. 팽창하고 있는 초신성 잔해의 크기는 지구에서 보았을 때 약 10 광년(3 파섹) 정도이다.
이 잔해를 형성시킨 초신성 폭발의 빛은 약 300년 전에 지구에 도달했을 것이라고 생각된다. 하지만 동서양을 통틀어 어느 사료에도 이 초신성에 해당하는 객성 기록이 없다. 카시오페이아자리는 북반구 주극성이라 지평선 아래로 가라앉아 못 보았을 리도 없기에 이는 매우 이상한 일이다. 그래서 초신성의 빛이 지구에 도달하기 전에 다 소광되어서 안 보였다는 설명이 이루어지고 있다. 가장 유력한 설은 초신성이 폭발하기 전 모체 항성의 외피층이 부풀어 올라 성운을 형성했고 그것이 초신성을 소광시켰다는 것이다.
카시오페이아자리 A는 최초로 발견된 전파원 천체 중 하나다. 1948년 케임브리지 대학교의 마틴 라일과 프랜시스 그레이엄스미스가 1947년 간섭계로 발견해서 1948년 보고했고, 광학적으로는 1950년 분해되었다.

## 같이 보기
- 초신성 잔해 목록